# Bomilkar
Bomilkar ali Bomilcar (punsko bdmlqrt) je bil numidski plemič iz 2. stoletja pr. n. št. in privrženec numidskega kralja Jugurte, ki ga je kasneje izdal.
Bomilkar, ki je bil globoko v Jugurtinem krogu zaupanju, je bil zaposlen v številnih tajnih poslanstvih. Še posebej, ko je bil Jugurta v Rimu, je Bomilkar zanj izvedel atentat na Massivo, ki se je takrat nahajal v Rimu in je bil, tako kot Jugurta sam, vnuk Masinise in tekmec v prestolu Numidije. Umor so odkrili in izsledili do Bomilkarja, ki je moral dati veliko jamstvo, da se bo pojavil in stal pred sojenjem, toda preden se je sojenje začelo, ga je njegov gospodar zasebno poslal nazaj v Afriko.
Poveljal je tudi delu Jugurtine vojske, s katero ga je leta 109 pr. n. št. v spopadu pri reki Muthul premagal Publij Rutilij Ruf, namestnika Kvinta Cecilija Metela Numidika. Pozimi istega leta je Metel po neuspešnem poskusu napada na Zamo z obljubami rimske naklonjenosti zaprosil Bomilkarja, da mu izroči Jugurto živega ali mrtvega in na njegovo pobudo je kralj poslal odposlance, da bi Metelu ponudili brezpogojno podreditev.
Zaradi tega nasveta je Bomilkar postal sumničav pri svojem gospodarju, kar ga je še bolj spodbudilo k izvedbi njegove izdaje. Zato je z Nabdalsom, numidskim plemičem, skoval zaroto za ujetje ali atentat na kralja, toda Nabdalsov agent ali tajnik je Jugurti odkril načrt in Bomilkar je bil usmrčen.
Glej tudi:
- Jugurtinska vojna